# Leandra balansaei
Leandra balansaei är en tvåhjärtbladig växtart som beskrevs av Célestin Alfred Cogniaux. Leandra balansaei ingår i släktet Leandra och familjen Melastomataceae. Inga underarter finns listade i Catalogue of Life.